# Brigitte Gropper
Brigitte Gropper (* 18. Juni 1960) ist eine österreichische Tischtennisspielerin. Sie nahm dreimal an Weltmeisterschaften teil.

## Werdegang
Brigitte Gropper wurde von 1977 bis 1979 dreimal in Folge nationale österreichische Meisterin im Einzel. Dazu kommen drei Titel im Doppel und zwei im Mixed. Von 1976 bis 1986 nahm sie dreimal an Weltmeisterschaften (1977, 1979, 1981) und mehrmals an Europameisterschaften (1976, 1986) teil. In die Nähe von Medaillenrängen kam sie dabei nicht.
Brigitte Gropper spielte zunächst für den Wiener Verein UKJ Tyrolia, später für Schwechat. Seit vielen Jahren spielt sie für den Wiener Verein WAT Leistungszentrum bzw. WAT Mariahilf (WAT bedeutet „Wiener Arbeiter Turn- u Sportverein“).
Nach 1986 trat sie international nicht mehr auf. Später war sie bei Seniorenturnieren aktiv und erfolgreich. So wurde sie nach 2000 oft österreichische Seniorenmeisterin im Einzel, Doppel und Mixed. Ihr größter Erfolg war der zweite Platz im Einzel bei der Senioren-Europameisterschaft 2001 in Aarhus, wo sie im Endspiel der Ungarin Edit Urbán unterlag.
Gropper zählt auf Wiener Ebene nach wie vor zu den stärksten Damen. Bei den Herren (wo Damen ja mitspielen dürfen) ist sie sehr erfolgreich in einer der höchsten Spielklassen tätig.

## Turnierergebnisse
| Verband | Veranstaltung     | Jahr | Ort        | Land | Einzel     | Doppel    | Mixed     | Team |
| ------- | ----------------- | ---- | ---------- | ---- | ---------- | --------- | --------- | ---- |
| AUT     | Weltmeisterschaft | 1981 | Novi Sad   | YUG  | letzte 128 | Qual      | Qual      | 18   |
| AUT     | Weltmeisterschaft | 1979 | Pyongyang  | PRK  | Qual       | letzte 64 | Qual      | 29   |
| AUT     | Weltmeisterschaft | 1977 | Birmingham | ENG  | Qual       | letzte 64 | letzte 64 | 24   |